# Diabolocatantops
Diabolocatantops is een geslacht van rechtvleugeligen uit de familie veldsprinkhanen (Acrididae). De wetenschappelijke naam van dit geslacht is voor het eerst geldig gepubliceerd in 1984 door Jago.

## Soorten
Het geslacht Diabolocatantops omvat de volgende soorten:
- Diabolocatantops axillaris Thunberg, 1815
- Diabolocatantops consobrinus Karny, 1907
- Diabolocatantops innotabilis Walker, 1870
- Diabolocatantops pinguis Stål, 1861
- Diabolocatantops pulchellus Walker, 1870
- Diabolocatantops rufipennis Li & Jin, 1984
- Diabolocatantops signatipes Walker, 1870
- Diabolocatantops sukhadae Bhowmik, 1986